# Clintonville (Wisconsin)
Clintonville es una ciudad ubicada en el condado de Waupaca en el estado estadounidense de Wisconsin. En el Censo de 2010 tenía una población de 4.559 habitantes y una densidad poblacional de 394,32 personas por km².

## Geografía
Clintonville se encuentra ubicada en las coordenadas 44°37′20″N 88°45′6″O / 44.62222, -88.75167. Según la Oficina del Censo de los Estados Unidos, Clintonville tiene una superficie total de 11.56 km², de la cual 11.4 km² corresponden a tierra firme y (1.39%) 0.16 km² es agua.

## Demografía
Según el censo de 2010, había 4.559 personas residiendo en Clintonville. La densidad de población era de 394,32 hab./km². De los 4.559 habitantes, Clintonville estaba compuesto por el 95.64% blancos, el 0.29% eran afroamericanos, el 1.07% eran amerindios, el 0.37% eran asiáticos, el 0% eran isleños del Pacífico, el 0.94% eran de otras razas y el 1.69% pertenecían a dos o más razas. Del total de la población el 3.27% eran hispanos o latinos de cualquier raza.